# إدموند بار
إدموند بار (بالإنجليزية: Edmund Parr)‏ هو سياسي أمريكي، ولد في 30 مارس 1849 في مقاطعة باتريك في الولايات المتحدة، وتوفي في 17 مارس 1925. حزبياً، نشط في الحزب الجمهوري. وقد انتخب عضو مجلس ولاية فرجينيا.